# Segimon d'Habsburg
Segimon d'Habsburg  -en alemany Siegmund o Sigmund- dit «el Ric» (Innsbruck, 26 d'octubre de 1427 - 4 de març de 1496) fou el Duc, i més tard arxiduc d'Àustria Anterior. Va ser un Habsburg que va governar al comtat de Tirol i a l'Àustria Anterior de 1446 a 1490.
Els seus pares eren Frederic IV d'Àustria i Anna de Brunswick-Lüneburg. Era cosí de Frederic III emperador, V d'Àustria, emperador del Sacre Imperi Romanogermànic.
En 1446, després de la mort del seu pare, obtingué el govern del Tirol i Àustria Anterior, el que incloïa el Sundgau a Alsàcia, Brisgòvia i algunes possessions en Suàbia. En 1449 es va casar amb Elionor Estuard, Princesa d'Escòcia, filla de Jaume I d'Escòcia.
Durant una part del seu regnat es veié involucrat en disputes amb Nicolau de Cusa, llavors bisbe de Brixen, pel control de les valls de l'Isarc, el Pustertal, i l'Inn. Nicolau havia estat nomenat bisbe de Brixen o Bresannone per la cúria romana contra els desitjos del capítol de la catedral. El 8 d'agost de 1460, després de capturar a Nicolau, va ser excomunicat pel Papa Pius II. El bisbe va fugir a Todi, però morí abans que l'arxiduc es rendís per a rebre el perdó papal. Aquest conflicte fou aprofitat pels confederats per apoderar-se de Turgòvia.
El 1468 va haver de signar el tractat de pau de Waldshut després d'una greu derrota que va patir enfront dels habitants de Mulhouse aliats als confederats. El 1469, pel tractat de Saint-Omer, va vendre les seves terres del Rin i d'Alsàcia a Carles el Temerari amb pacte de retrovenda. Les fonts no aclareixen si els va vendre a conseqüència dels deutes que havia acumulat a causa dels seus luxes o si simplement les va vendre perquè volia estar millor protegit contra l'expansió de l'Antiga Confederació Suïssa. En qualsevol cas, va voler recomprar aquests territoris el 1474, a lo que Carles es va oposar. Llavors Segimon va pactar amb Lluís XI de França que li va finançar la conquesta per les armes; en aquest conflicte es va alinear al costat dels suïssos (amb els quals va signar un tractat de pau a Constança) i les ciutats alsacianes contra Carles, al que va lliurar la batalla d'Héricourt.
En 1477, Frederic III el va fer arxiduc. Tres anys més tard va morir Elionor i en 1484 Segimon es va casar amb Caterina de Saxònia, filla d'Albert III de Saxònia-Meissen, que tenia 16 anys. Cap dels matrimonis no li va donar descendència.
En els últims anys de la dècada de 1470 i principis de la de 1480, Segimon va promulgar un decret que va instituir una reforma radical en l'encunyació de moneda que va donar lloc a la creació (1486) a Hall, prop d'Innsbruck, de la primera moneda de plata de bona grandària i pes, en prop de mil anys: el guldengroschen, que els Habsburgo anomenarien més tard tàler (nom del que deriva dòlar) equivalent a un florí d'or o gulden (guldiner o guldengroschen). Aquesta moneda és l'avantpassat de moltes de les grans monedes europees que arribarien més tard. Mitjançant l'ús de noves tècniques mineres, les anteriorment molt inactives mines de plata del Tirol van tornar a la producció i aviat molts estats propers van reobrir les seves mines i van encunyar monedes similars. Aquesta producció de monedes de plata es va incrementar encara més quan la plata de les colònies espanyoles a Amèrica van inundar l'economia europea. Fou arran aquestes reformes que Segimon rebé el sobrenom de der Münzreiche o «ric en monedes». El 1487 Jakob II Fugger va esdevenir el seu banquer i creditor.
Segimon, dominat per les males recomanacions del seu consell, va entrar al març de 1487 en una guerra poc profitosa contra la República de Venècia, la guerra de Rovereto. Les forces tiroleses van aconseguir ràpidament les mines de plata de la vall de Valsugana i l'abril de 1487 Segimon va enfurir encara més als venecians quan va empresonar a 130 mercaders de Venècia que anaven de viatge cap a Bolzano i va confiscar els seus béns. Tirol va assaltar el pas de Calliano i més tard va posar setge al castell de Rovereto usant bombardes, en una de les ocasions en les quals aquestes grans peces d'artilleria es van emprar. La guerra va continuar fins a l'estiu, però va acabar sense que cap bàndol aconseguís una victòria decisiva. Una baixa important del conflicte fou Robert de Sanseverino, príncep de Salern.
El 1490 l'oposició de la població del Tirol sembla que va incitar Segimon a lliurar el poder a Maximilià, que més tard esdevingué emperador del Sacre Imperi. No se sap amb certesa si Segimon va lliurar el poder voluntàriament o per obligació.